# Обушок

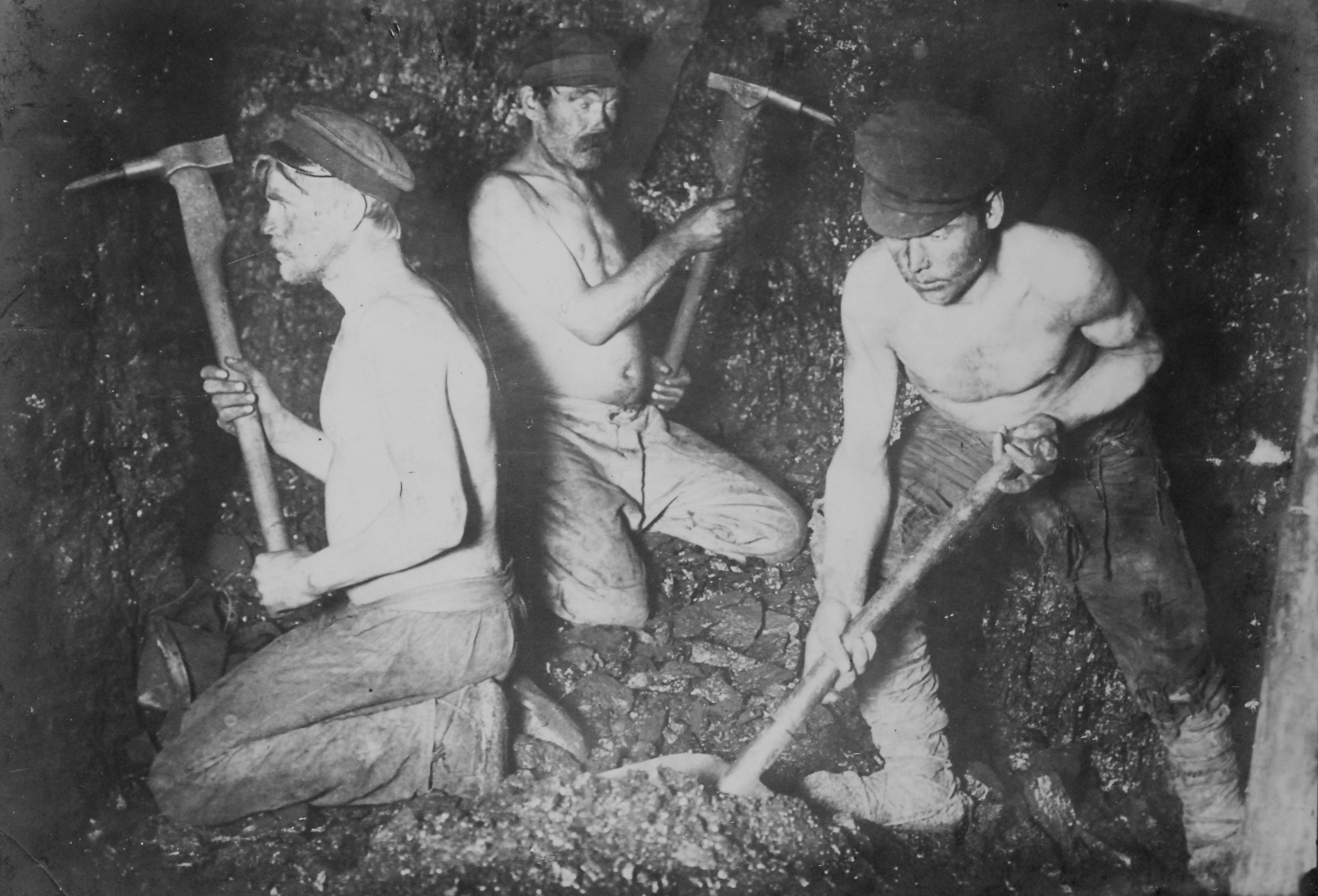

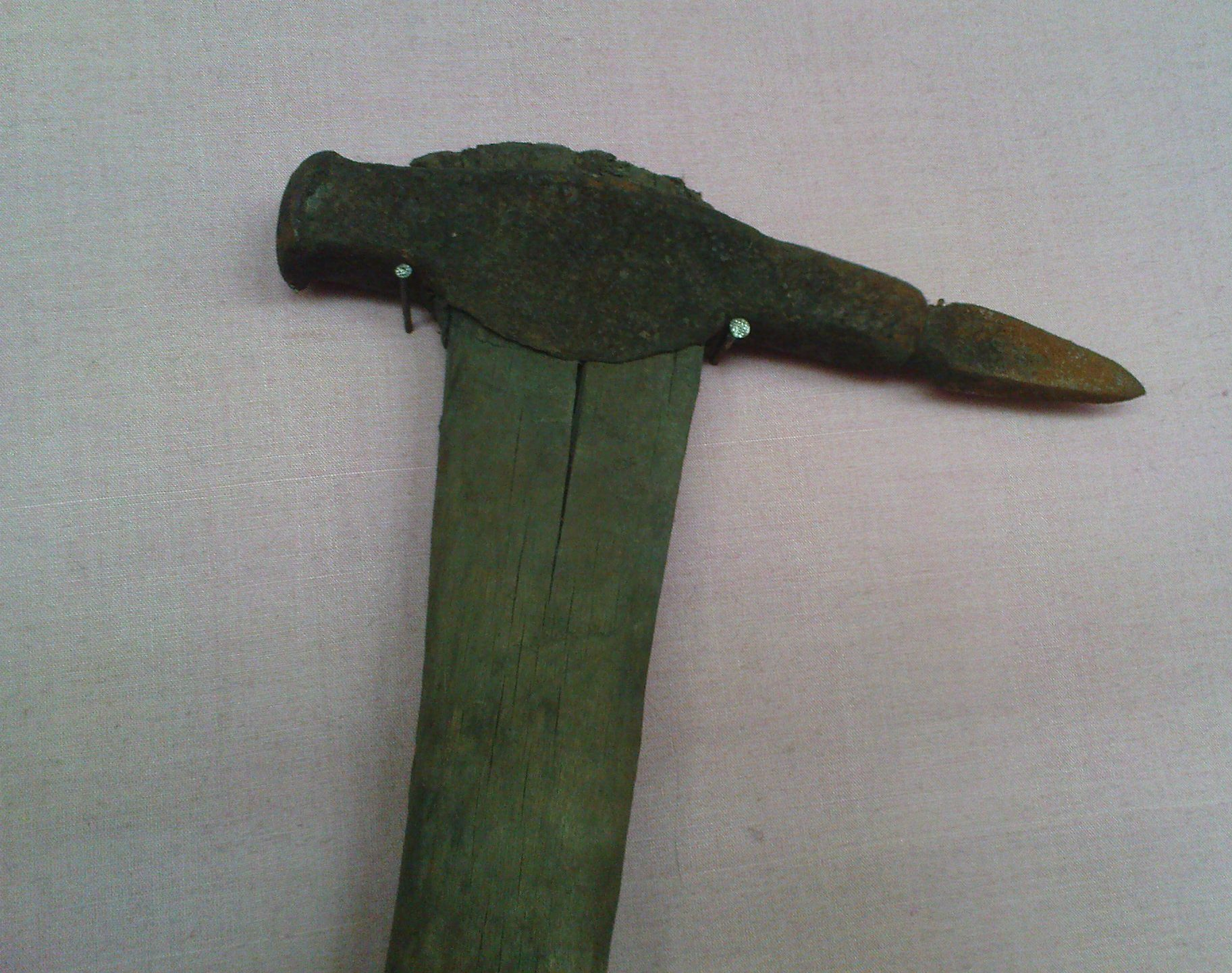
Обушок, Народний музей історії міста Торецька, Україна.

Обушок — у гірництві — гірничий інструмент, для відколювання грудок вугілля від брили пласта в шахті, а також інших м'яких і крихких порід. Мав тупу (власне обух) і гостру частини. Гостра частина (зубок) — змінна і може бути замінена на іншу, коли затупиться. По суті, являє собою кайло, що його половина має форму молотка. Обушок — основне знаряддя видобутку вугілля шахтарями в 19 — початку 20 століть.